# 池州城墙
池州城墙，位于中国安徽省池州市贵池区。一说始建于唐武德年间（618-626年），一说始建于唐永泰年间（765-766年）。1957年，因城市建设需要，贵池县人民委员会向安庆专区行政公署上报批准拆除池州城墙，不久拆除。

## 历史

### 唐
池州城传说于唐武德年间由尉迟敬德始筑。按《池州重建大厅壁记》所载则池州城始筑于唐永泰年间。唐会昌五年（854年），杜牧任池州刺史时曾于城南门制造刻漏，并留下刻漏记一文。

### 宋
两宋期间，池州城池曾多次被毁，又屡经修复增筑。嘉定十二年（1219年），城廓基本固定，城墙周长为一千零六丈，约合3.5km。嘉定十六年（1223年），知州史定之修城。端平二年（1235年），知州王伯大筑城，且改秋浦门为秀山门。

### 明
正德十二年（1520年），知府何绍正筑城，设七城门。城门上各建有楼，通远、九华、秀山、迎恩四门外还加筑了月城。城楼上设有警铺。万历三年（1573年）九月，兵备副使冯叔吉、知府王颐加筑城墙，城楼设警铺27处。

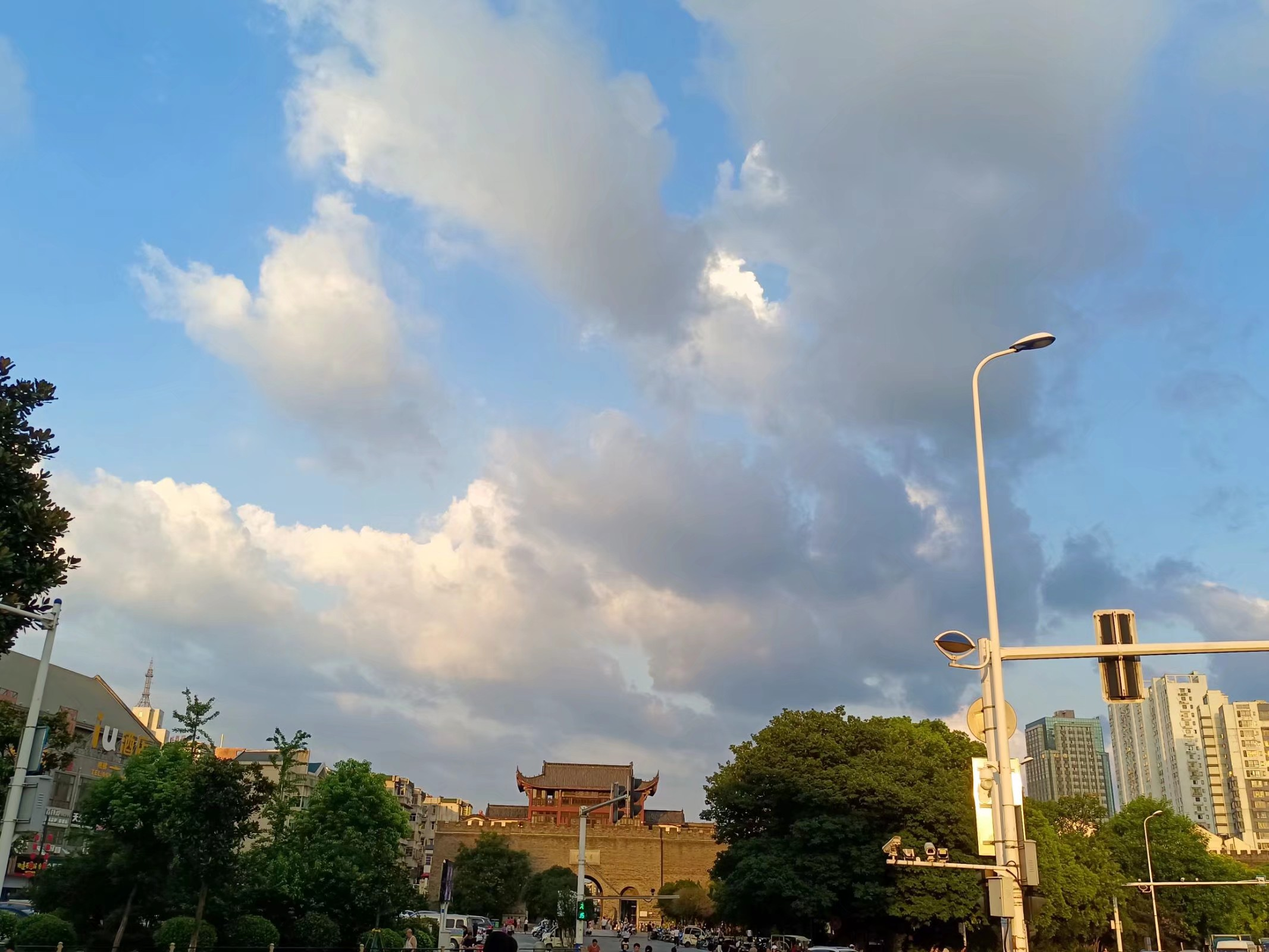
明清池州城西城门（秀山门），系2003年重建

### 清
乾隆二十九年（1764年），王寅奉命整修池州城，累计修缮城墙一千四百二十八丈，约合4,200米。外墙高二丈三尺，里墙又高出外墙三分之一。城西北部以山为基，大小山头削平四尺至五尺不等。城墙基底宽二丈三尺，上宽可以跑马。

### 民国
1938年10月28日，日军占领贵池县城。不久，迎恩门外的月城被毁。

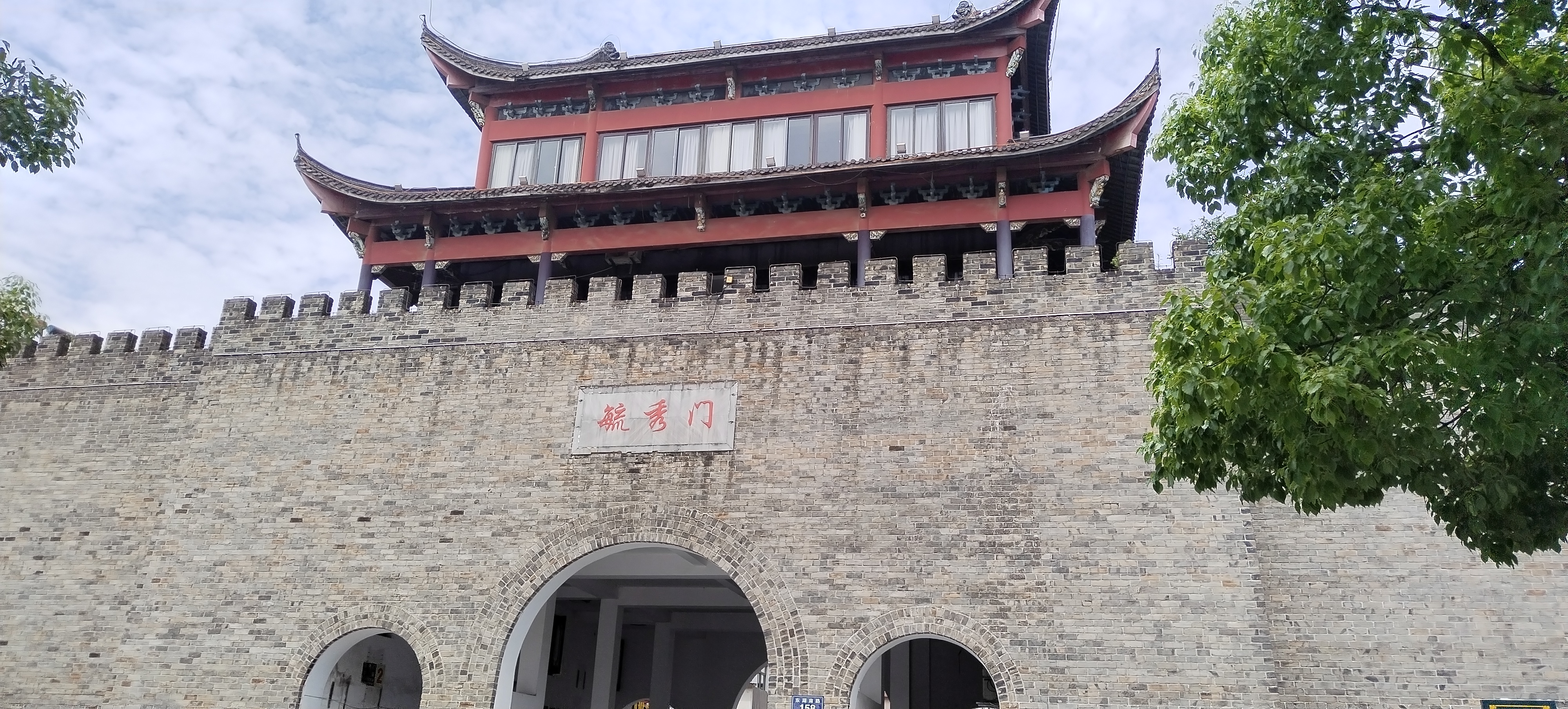
明清池州城东城门（毓秀门，又名九华门），重建于2007年

第二次国共内战至中华人民共和国成立初期，城廓基本完好。

## 城门
南三门：中为通远门，左为毓秀门，右为钟英门。东一门：九华门。西一门：秀山门。北二门：左为迎恩门，右为望京门。

## 图集

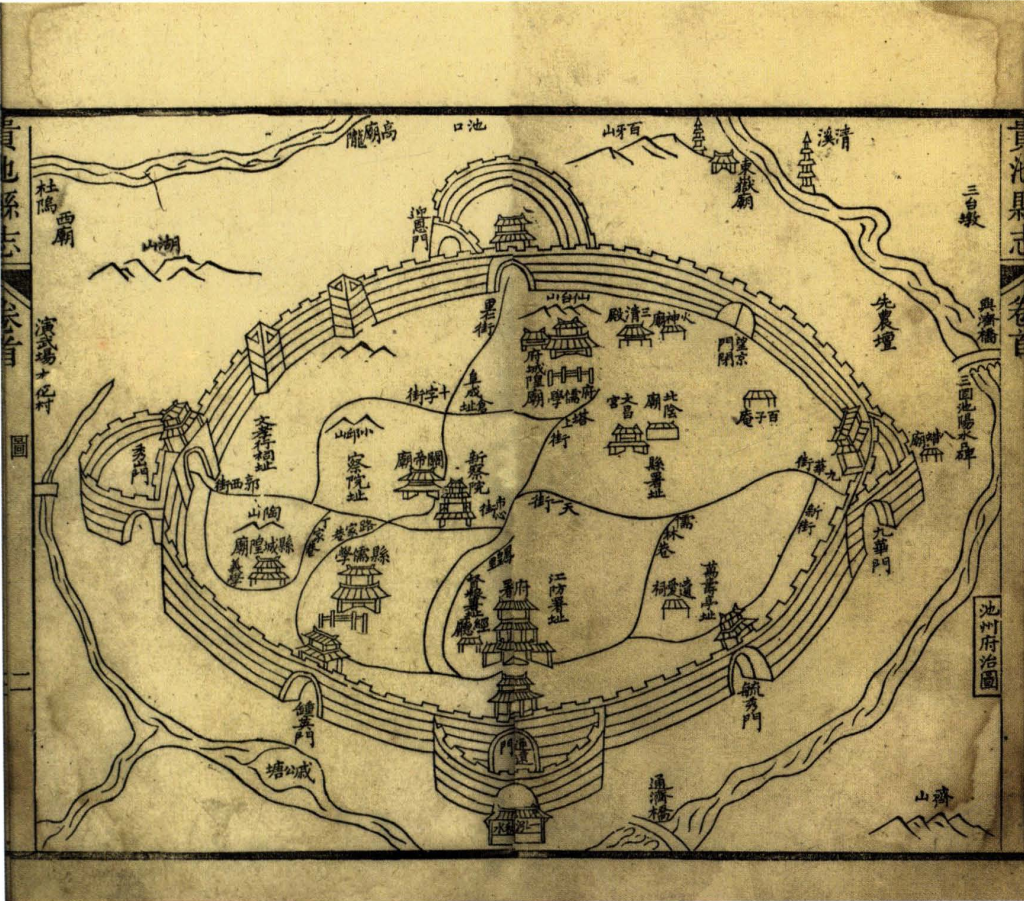
清光绪九年（1883年）池州府治地图
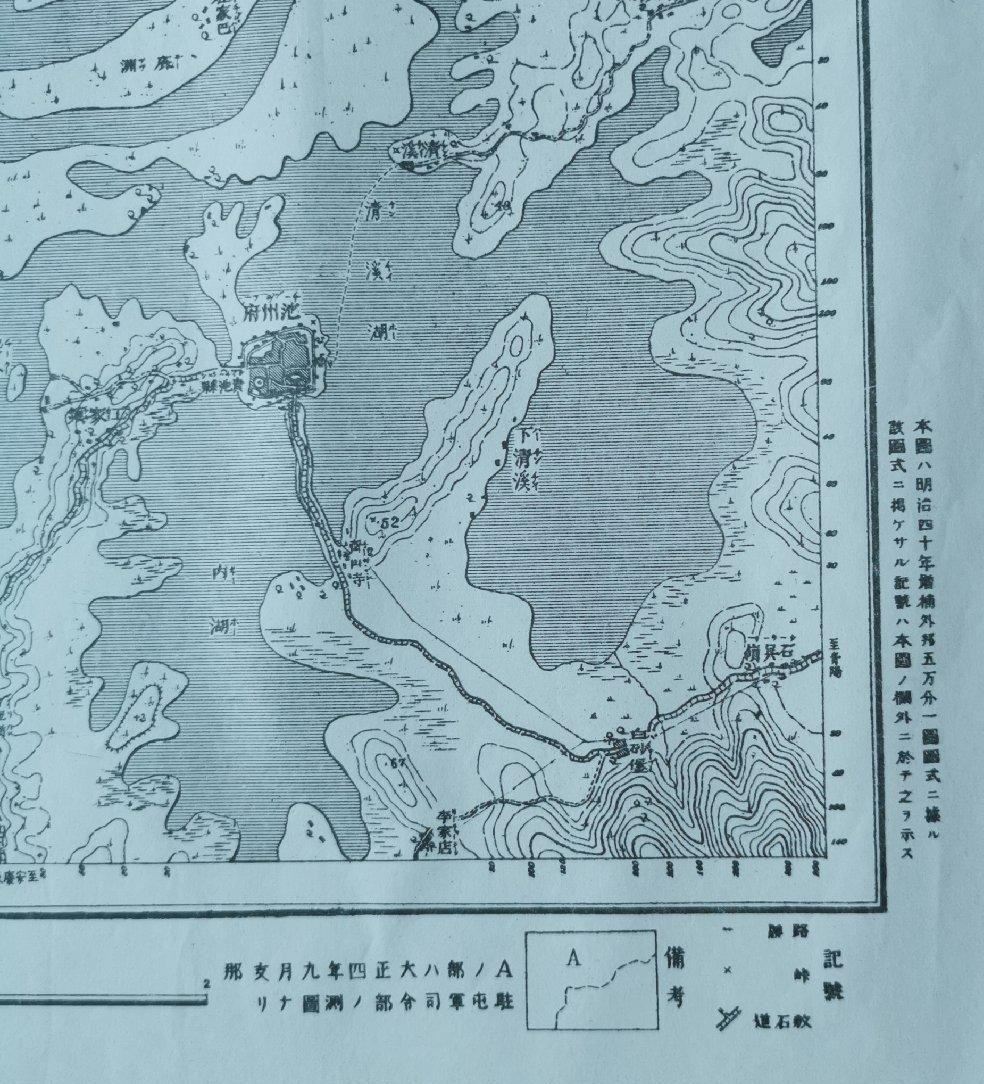
明治40年（1909）日军军用地图，池州府城及周边
民国三十三年（1944年）日占时期贵池县城地图